# Темирлановка
Темирлановка (каз. Темірлан) — село, административный центр Ордабасинского района Туркестанской области Казахстана. Расположен в 40 км к северо-западу от города республиканского значения — Шымкента, на правом берегу реки Арыс, высота над уровнем моря — 301 м.
По территории села планируется проложить международную автотрассу «Западная Европа — Западный Китай».
В селе родился Герой Советского Союза Сыдык Исмаилов.

## Население
По данным переписи населения СССР 1970 года в селе Темирлановка проживало 5363 человека (2483 мужчины и 2880 женщин)
В 1999 году население села составляло 11 554 человека (5673 мужчины и 5881 женщина). По данным переписи 2009 года, в селе проживало 12 495 человек (6173 мужчины и 6322 женщины).
На начало 2019 года население села составило 10 489 человек (5833 мужчины и 4656 женщин).